# Claes Beyer
 Claes Gunnar Louis Beyer, född 24 november 1936 i Örgryte församling, Göteborg, död 1 oktober 2012 i Göteborgs Vasa församling, Göteborg var en svensk advokat.
Beyer tog juris kandidatexamen vid Lunds universitet 1961. Efter genomförd tingstjänstgöring började han 1963 vid Mannheimer & Zetterlöf Advokatbyrå i Göteborg, och blev delägare i denna advokatbyrå 1970. Efter att Mannheimer & Zetterlöf 1990 gick ihop med Carl Swartling Advokatbyrå och bildade Mannheimer Swartling var Beyer advokat vid denna byrå.
Han var ordförande i Sveriges advokatsamfund 1985–1989.